# Gabriel Schöning

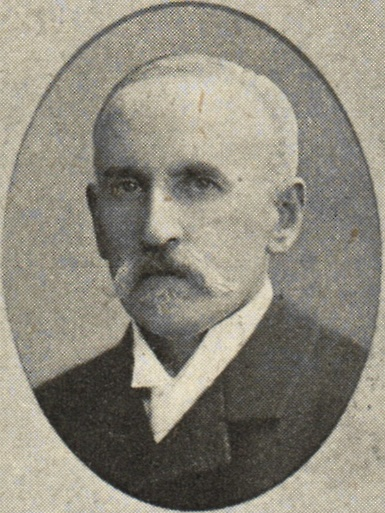
Gabriel Schöning.

Carl Gabriel Schöning, född 22 februari 1854 i Söderhamn, död 22 maj 1908 i Stockholm, var en svensk grosshandlare. Han var son till grosshandlare Carl Johan Schöning (1809–1886) och bror till Frithiof Schöning.
Schöning var verksam som grosshandlare i födelsestaden och var 1893 en av grundarna av Söderhamns Trävaru AB. Detta bolag förvärvade av Carl Petter Wennström Lamholms brädgård vid Söderhamn och av konsul Axel Brolins konkursbo Ormnäs brädgård. Bolagets syfte var att köpa upp trävaror från mindre sågverk på landsbygden och 1901 köptes Tappuddens sågverk i Furudal, där bolaget bedrev sågverksrörelse till 1916.
Schöning var ordförande i Söderhamns stadsfullmäktige 1895–1906 och även vice ordförande i drätselkammaren. Han var konsularagent för Frankrike i Söderhamn från 1880. Schöning är begravd på Söderhamns kyrkogård.